# Halloween: H20
Halloween: H20 je americký horor režiséra Steva Minera z roku 1998. Film je v pořadí sedmým dílem v hororové sérii Halloween. S předchozími třemi díly, což jsou Halloween 4, Halloween 5 a Halloween 6, nemá tento díl nic společného. Nijak na ně nenavazuje ani se v tomto díle nikdo o postavách z těchto třech dílů nezmiňuje, kromě Dr. Samuela Loomise, kterého ztvárnil Donald Pleasence v prvních pěti filmech této série.

## Děj
Příběh navazuje na první dva díly v sérii, což jsou Halloween 1 a Halloween 2. Zde se příběh odehrává přesně po 20 letech od Michaelova popálení.
Laurie Strodeová, mladší sestra svého zabijáckého bratra Michaela Myerse, žije pořád ve stresu a jistotě, že si pro ni její bratr stejně znova po letech přijde.
Nyní je ředitelkou soukromé školy, má sedmnáctiletého syna a žije pod změněným jménem jako Keri Tateová. Je 31. října 1998 a žáci její školy jedou do Yosemitu. To ale Laurie ještě neví, že její syn John, kterému výlet jako matka dovolila, zůstává na škole s ostatními třemi kamarády. Její předpověď o Michaelovi se ale vyplní a začnou se množit vraždy a Laurie je připravena se s Michaelem střetnou a zničit jej nadobro.